# 成冰纪
成冰纪（符号NP2）又名南华纪，是地质时代中的一个纪，开始于同位素年龄720±0百万年（Ma），结束于635 Ma。
成冰纪期间出现雪球地球事件，为生物低潮。整个成冰纪，地球处于冰河时期，被称为“成冰纪冰河时期”。

## 年代簡介
成冰纪属于前寒武纪元古宙新元古代；成冰纪的上一纪为拉伸纪，下一纪为埃迪卡拉纪。成冰纪分为Sturtian、Varangian、Smalfjord、Mortesnes。
成冰紀時期（Cryogenian Time），地球曾經發生過幾次冷卻事件，在當時冰川覆蓋了地球表面大部分的面積。有些理論學說提出這些冷卻事件應該是當時地球的冰河時期，因為跟地球經歷過的冰河時期有點類似（指地質時間），或許當時的氣候更加寒冷。

## 重大事件
有理論學說認為成冰紀當時整個地球凍成一個類似固體形態的巨型雪球。要得知這些寒冷時期的最佳的證據便是地球曾經有過一段很長的寒冷氣候（或許是周期性的冰河時期），出現雪球地球事件，時間大約發生在22億年前，然後再次發生大約在7億1000萬年前，最後大約在6億4000萬年前。成冰紀時期的法定地質年代開始於7億2000萬-6億3500萬年前。
在揚子大陸北緣的裂谷構造環境，成冰紀岩漿侵位啟動周圍的地下水熱液循環，岩漿岩本身由於高溫水-岩反應出現18O虧損；在斷裂塌陷之處出現局部地殼物質再循環，熱液蝕變岩石發生重熔，從而形成低18O岩漿。顯然，成冰紀時期地球上出現過岩漿熱能驅動的大規模熱液循環，是地質歷史上“冰”與“火”之間相互作用的典型範例。
成冰紀可能是地球史上最嚴峻的冰期，當時可能整個地球都被冰層所覆蓋。而該冰期的結束可能間接促成了後來的寒武紀生命大爆發，但這個理論仍有爭議。